# Instituto Nacional de Investigaciones Agropecuarias de Ecuador
El Instituto Nacional de Investigaciones Agropecuarias, INIAP, es la entidad oficial del Ecuador que realiza actividades de investigaciones agropecuarias. Fue creado en 1959. Cuenta con siete estaciones experimentales a nivel de todo territorio ecuatoriano en donde se desarrolla investigación básica y aplicada. Adicionalmente, existen cinco granjas experimentales en donde se han implementado ensayos de validación y producción agropecuaria. Lidera redes nacionales e internacionales.Desarrolla conocimiento e información sobre el manejo agronómico de los principales cultivos del Ecuador.
Lidera proyectos para las siguientes áreas y líneas de investigación:
Mejoramiento de la productividad del sector agropecuario:
```
   
Líneas de investigación:
```

```
      Mejoramiento genético
      Agrobiotecnología
      Manejo integrado del cultivo y ganado
```

Manejo y conservación de los recursos naturales de interés para la agricultura y alimentación:
```
   
Líneas de investigación: 
```

```
      Conservación de suelos y aguas
      Conservación y uso de recursos genéticos
```

Incorporación de valor agregado a la producción agropecuaria:
```
   
Líneas de investigación:
```

```
      Transformación y agregación de productos vegetales y lácteos
      Transformación y agregación del valor y subproductos agropecuarios
```

Adicionalmente, transversalmente se trabaja en las líneas de investigación economía agrícola y cambio climático.
Posee 267 investigadores y gestores del conocimiento, que conforman el equipo de Investigación, Desarrollo tecnológico e Innovación (I&D+i). El equipo de I&D+i, desarrollan alternativas tecnológicas  y han generado 265 nuevos materiales mejorados beneficiando al sector agropecuario del Ecuador. 